# Живко Петров

Живко Петров Живков е български пианист, композитор, аранжор и продуцент с изключителна роля в съвременната българска музика.

## Биография
Живко Петров е роден на 25 юли 1970 година във Велико Търново. През 1994 година завършва Националната музикална академия „Проф. Панчо Владигеров“ със специалност пиано. 
Вече над 25 години неговото име стои зад най-ярките и успешни артисти на българската сцена. Със своя фин усет, виртуозност и широк стилов диапазон, той изгражда разпознаваем музикален почерк, в който джаз, класика и поп се преплитат по изящен и модерен начин. Автор е на редица композиции, албуми и сценични проекти и има значим принос към развитието на съвременната българска музикална сцена.  Основател е на триото JP3 (Живко Петров Трио).
През годините Живко Петров работи с редица изключителни български изпълнители, сред които: Лили Иванова, Ялдъз Ибрахимова, Камелия Тодорова, Белослава, Мария Илиева, Хилда Казасян, Любо Киров, Орлин Павлов, Орлин Горанов. Впечатляващо е и международното му сътрудничество с артисти като Chico Freeman, Francesco Bearzatti, Natalie The Floacist и Natalie Cole (Коледен концерт, Милано, Piazza Duomo, 2008 г.).
Живко Петров е музикален директор и продуцент на десетки концерти, които се превръщат в културни събития. Сред тях са “Лили Иванова със Симфоничен оркестър” (Арена Армеец, 2012) и мащабният проект “Ние избрахме музиката” (с участието на Белослава, Мария Илиева, Любо Киров, Орлин Павлов, Графа, JP3 и Арена Оркестра) през 2013 г.

## Творчески проекти и сътрудничества
Началото
Първият авторски проект на Живко Петров е с групата „Jazz Breakers“ през 1997 година, заедно с Васко Енчев (саксофон), Венелин Кръстев (бас), Калин Вельов (перкусии) и Христо Йоцов (барабани). Още същата година формацията е поканена да открие Sofia Jazz Fall'97, заедно с „Yellowjackets“. В следващите години състава на музикантите се променя и по-късните „Jazz Breakers“ включват: Шибил Бенев (китара), Владимир Кърпаров (саксофон), Венелин Кръстев (бас), Алекс Секуловски (ударни) и Димитър Семов (перкусии), с които Живко Петров записва албума „Jazz Breakers 97“. Групата съществува до 2000-та година.
В периода 1998 – 1999, започва дългогодишната му съвместна работа с певицата Белослава. Съвместният им дебют „B Jazzy“, към който се присъединява по-късно и Димитър Семов, ражда и първите песни по музика на Живко  и текстове на Белослава: Забравих си шала, The One, Unconscious, Walkin' и др. Проектът „B Jazzy“ стои в основата на соловата кариера на Белослава.
През 2000 г. Живко композира песента „Между две луни“, която става емблематична за певицата и класика в съвременната българска поп музика. Оттогава Петров е композитор, аранжор и съпродуцент на всички нейни албуми: Слушай ме (2005), Когато има защо (2012), Красотата (2016), както и на синглите: Душата ми (2024) и Харесвам те (2025).  
Сценична и филмова музика
През 2006 г. създава музиката и аранжимента на “Сама / On my own” (Мария Илиева), включена като основна тема във филма Svetlana’s Journey. През 2010 г. пише музиката за театралната постановка „Всяка година по същото време” с участието на Анета Сотирова и Тодор Колев.
През 2025 г. композира оригиналната музика за филма „Плът“ (Flesh) на Димитър Стоянович. Участват JP3 и китаристът Христо Вичев. 

Солова кариера
Живко Петров има и силно присъствие като солов артист.  
През пролетта на 2015 г., пианистът издава своя първи класически солов албум „After 4“, отличен с Икар за съвременна българска музика през (2016). Продължението идва с албума Ten (2019) с емблематичната пиеса The Dance of Eternal Piano, а през 2022 г. излиза и нотна книга с творбите от двата албума – „20 прелюдии за пиано“.

Живко Петров Трио (JP3)
През 2007 г. Живко Петров основава Живко Петров Трио (JP3) с Димитър Семов (ударни) и Веселин Веселинов – Еко (бас), по късно (2020) заменен от Димитър Карамфилов. Триото се утвърждава като едно от водещите джаз формации в България. Сред албумите им са:
• Understandable (2007) – дебютен DVD запис
• It’s a Dream (2012) с гост Васко Василев – най-продаваният дигитален джаз албум в Източна Европа
• Between the Worlds (2015) 
• Nothing Is Over - feat. Geri Turiyska (2018)
• Change the Way (2020) 
• On the Way (2022) – вторият най-предпочитан албум в джаз радиата на САЩ и Канада
• Flesh (2025) - саундтрак към филма "Плът" на реж. Димитър Стоянович
• Beyond the Flesh (2025)
JP3 участват в престижни фестивали в България, Канада, Великобритания и Франция. Делят сцени с имена като Chick Corea, Bela Fleck, Yellow Jackets и др. 

Други проекти и сътрудничества
Jazz Surprise
„Jazz Surprise“ е проект на Живко Петров и Ангел Заберски-син. Съществува от 2004 година по идея на Маргарита Димитрова (Аполония, в който пианистите създават джаз стандарти от класически произведения, върху които импровизират. Изпълненията им добиват широка популярност и участват в редица фестивали и концерти. В началото пианистите канят в проекта Христо Йоцов – барабани и Димитър Шанов – контрабас, които по-късно са заменени от Димитър Семов и Борис Таслев.
The Four Pianists
През 2015 г. се ражда проектът The Four Pianists, с участието на Живко Петров, Ангел Заберски, Иван Янъков и Георги Черкин. Комбинацията от класика и джаз се радва на голям успех с концерти в София, Лондон и Любляна.
Хилда Казасян – Да послушаме кино
През 2019 г., Живко Петров съвместно с Христо Йоцов създават джаз аранжиментите за концертната програма на Хилда Казасян, с българска филмова музика, представена в над 40 български града. През 2020 г. програмата е преработена за симфоничен оркестър и представянето им пред публика продължава.

Други сътрудничества
• Feels Like и Pearls – два албума с Камелия Тодорова
• Както преди – албум на Любо Киров с композиции на Живко Петров (Летим, Всички пътища водят към теб, Ти можеш, Само ти)
• Back to My Love (2009) – с Ялдъз Ибрахимова (джаз стандарти, аранжирани от Живко Петров и Христо Йоцов)
• Лили Иванова - Обичай ме (2017), Севдана (2018)

## Продуцент (JP Music)
Работата на Живко Петров като продуцент бележи голяма част от музикална сцена в България (за периода 1997 – 2016). За период от 25 години неговото име стои зад много музиканти в България, които впоследствие се превръщат в едни от най-популярните артисти в страната. В този списък са имена като Белослава, Любо Киров, Орлин Павлов, Каризма, Мария Илиева, Камелия Тодорова и много други.
Живко Петров е продуцирал концерта „Ние избрахме музиката” (с Мария Илиева, Белослава, Любо Киров, Орлин Павлов, Графа), 2013 г.
Музикален директор и аранжор е на всички концерти на Белослава, както и концерта на Мария Илиева („10 години Лунен сън“ 2011), част от концертите на Любо Киров, Орлин Горанов, Орлин Павлов и Камелия Тодорова и концерта на Лили Иванова със симфоничен оркестър, зала Арена Армеец, 2012 г.

## Албуми и сингли
| година | изпълнител                | заглавие                         | информация                                                      |
| ------ | ------------------------- | -------------------------------- | --------------------------------------------------------------- |
| 1997   | Jazz Breakers             | Jazz Breakers97 (а)              | м, ар. - Ж. Петров, изп. - Jazz Breakers                        |
| 2000   | Камелия Тодорова          | Pearls (а)                       | ар. - Живко Петров                                              |
| 2001   | Белослава                 | Между две луни (с)               | м. - Живко Петров, т. - Белослава, ар. - П. Дундаков            |
| 2005   | Белослава                 | Слушай ме (а)                    | м, ар. - Живко Петров, т. - Белослава                           |
| 2005   | Белослава                 | Искам с теб (с)                  | м, ар. - Живко Петров, т. - Белослава                           |
| 2006   | КариZма                   | Минаваш през мен (с)             | м. - Каризма, ар. - Живко Петров                                |
| 2006   | КариZма                   | All in Love (с)                  | м. - Каризма и Ж. Петров, ар. - Живко Петров                    |
| 2006   | Мария Илиева              | On My Own - Сама (с)             | м, ар. - Живко Петров, англ. т. - А. Сребрев, бг. т. - Л. Киров |
| 2006   | Камелия Тодорова          | Feels like (а)                   | ар. - Живко Петров                                              |
| 2007   | Jivko Petrov Trio JP3     | Understandable - DVD (live)      | м, ар. - Ж. Петров, изп. - JP3                                  |
| 2007   | Белослава                 | Нямаме Време (с)                 | м, ар. - Живко Петров                                           |
| 2009   | Йълдъз Ибрахимова         | Back to my love (а)              | ар. - Живко Петров, Христо Йоцов                                |
| 2010   | Белослава и Орлин Павлов  | Всяка година по същото време (с) | м, ар. - Живко Петров, т. - Белослава                           |
| 2011   | Любо Киров и Живко Петров | Life is Beautiful (c)            | м, ар. - Живко Петров, текст - Л. Киров                         |
| 2011   | Белослава                 | Why (c)                          | м, ар. - Живко Петров, т. - Белослава                           |
| 2012   | Jivko Petrov Trio JP3     | It's A Dream (а)                 | м, ар. - Ж. Петров, изп. - JP3, гост - Васко Василев (ц)        |
| 2012   | Jivko Petrov Trio JP3     | Fantasy Love (с)                 | м, ар. - Ж. Петров, изп. - JP3                                  |
| 2012   | Белослава                 | Когато има защо (a)              | м, ар. - Живко Петров, т. - Белослава                           |
| 2014   | Белослава                 | Времето за мен си ти (с)         | м, ар. - Живко Петров, т. - Белослава                           |
| 2014   | Белослава                 | Лятото зад ъгъла (с)             | м, ар. - Живко Петров, т. - Белослава                           |
| 2015   | Jivko Petrov Trio JP3     | Between the worlds (а)           | м, ар. - Ж. Петров, изп. - JP3, Арена оркестра                  |
| 2015   | Живко Петров              | After 4 (а)                      | м, ар, изп. - Живко Петров                                      |
| 2016   | Белослава                 | Красотата (а)                    | м, ар. - Живко Петров, т. - Белослава                           |
| 2017   | JP3 & G. Turiyska         | Nothing is Over (с)              | м, ар. - Ж. Петров, т. - Г. Турийска, изп. - JP3 и Г. Турийска  |
| 2017   | Лили Иванова              | Обичай ме (с)                    | м, ар. - Ж. Петров, т. - Ст. Вълдобрев                          |
| 2018   | Лили Иванова              | Севдана (с)                      | м. - Г. Черкин, ар. - Ж. Петров, т. - Ст. Вълдобрев             |
| 2019   | Живко Петров              | TEN (а)                          | м, ар, изп. - Живко Петров                                      |
| 2019   | Живко Петров              | The Dance of Eternal Piano (с)   | м, ар, изп. - Живко Петров                                      |
| 2020   | Jivko Petrov Trio JP3     | Change the Way (а)               | м, ар. - Ж. Петров, изп. - JP3                                  |
| 2022   | Jivko Petrov Trio JP3     | On the Way (а)                   | м, ар. - Ж. Петров, изп. - JP3                                  |
| 2025   | Живко Петров              | Плът - Flesh (soundtrack)        | м, ар. - Ж. Петров, изп. - JP3, Христо Вичев                    |
| 2025   | Jivko Petrov Trio JP3     | Beyond The Flesh (a)             | м, ар. - Ж. Петров, изп. - JP3                                  |

## Награди
- 2002 г. – Златно перо
- 2005 г. – Кристална лира | Джаз музикант на годината
- 2006 г. – Най-добър поп албум - Слушай ме | Белослава | Награди на телевизия ММ
- 2006 г. – Най-добра песен - Минаваш през мен | Каризма | Награди на телевизия ММ
- 2016 г. – Наградата „Икар“ на Съюза на артистите в България „за Съвременна българска музика“, за соловия му албум „After4“
- 2020 г. – Наградата „Аполон Токсофорос“ за значим принос в развитието на българската култура и представянето и зад граница[1][2]
- 2021 г. – Награда „Велико Търново“ за ярък принос към утвърждаване на културното и духовното развитие на Велико Търново в национален и международен план